# Mariakerk (Mühlhausen)
De Mariakerk (Duits: Marienkirche) is een kerk in de Thüringse stad Mühlhausen. De kerk geldt als een meesterwerk van de Gotiek (bouwkunst) en is op de dom van Erfurt na de grootste kerk van Thüringen. Met een hoogte van 86,7 meter is de voornaamste toren van de kerk de hoogste kerktoren van Thüringen.

## Geschiedenis
In het jaar 1243 werd de reeds bestaande Mariakerk door de Rooms-Duitse koning Koenraad IV aan de Duitse Orde overgedragen en bij een stadsbrand in 1315 verwoest. Slechts de 42 meter hoge noordelijke toren en de iets hogere vroeggotische zuidelijke toren uit 1250 bleven van deze romaanse kerk bewaard.
Uit een aflaatbrief van aartsbisschop Petrus van Mainz blijkt dat in 1317 met de bouw van de huidige kerk in gotische stijl werd begonnen in het destijds nieuwere deel van Mühlhausen. De stad was in die tijd met 8.000-10.000 inwoners na Erfurt de grootste stad van Thüringen. De stad bloeide vooral dankzij de handel in wedeproducten en stelde zich tot doel een aan de Erfurtse dom gelijkwaardige kerk op te richten. Wegens onenigheid tussen de Duitse Orde en de burgerij van Mühlhausen stokte de bouw in het midden van de 14e eeuw. Eerst in de jaren 1360 werd de bouw weer ter hand genomen, die vermoedelijk pas in de vroege 15e eeuw eindigde.
Vanaf het begin vond men het forse kerkschip en de beide kleine torens buiten verhouding. Men begon daarom in 1512 met de bouw van een hoge middeltoren, maar de reformatie in 1517 droeg eraan bij dat slechts de onderbouw werd voltooid. Het kerkgebouw werd een plaats waar de lutherse eredienst zijn intrede deed maar vrijwel tegelijkertijd met de invoering van de reformatie werd Mühlhausen een centrum van de Boerenopstand tegen het feodale systeem. Het was in de Mariakerk waar de Duitse theoloog Thomas Müntzer vanaf februari 1525 pastoor werd. Zijn eerste doel was de invoering van de Duitse taal in de eredienst. Ook sprak hij hier de opstandige boeren toe en nadat Müntzer meer opstandigen om zich heen wist te verzamelen verscherpte de situatie zich. Toen Müntzer zich sterk genoeg voelde trok hij met zijn boerenleger richting Frankenhausen, waar het op 15 mei 1525 tot een veldslag kwam. De slag eindigde met een nederlaag voor de boeren en vanwege zijn aandeel in het verzet tegen het feodale systeem werd Müntzer op 27 mei in de buurt van Mühlhausen onthoofd.
Na de Boerenoorlog werden de bouwwerkzaamheden aan de toren voortgezet. Op de onderbouw van de middeltoren werd vooralsnog een provisorische opzet van vakwerk geplaatst, die in 1689 bij een stadsbrand aan het vuur ten prooi viel. Onmiddellijk volgde een nieuwe bekroning in de vorm van een spaanse helm, die het 200 jaar uithield, maar ook in verhouding tot het kerkschip als te bescheiden werd beoordeeld. In de jaren 1898-1903 werd deze bovenbouw afgebroken en vervangen door de huidige neogotische toren. Als geen andere gebouw stempelt deze toren het stadsbeeld van Mühlhausen.
Tegelijkertijd met de voltooiing van de toren werd naar het ontwerp van de Pruisische hofbouwmeester Friedrich August Stüler de renovatie van het kerkschip afgesloten.

## Bouw

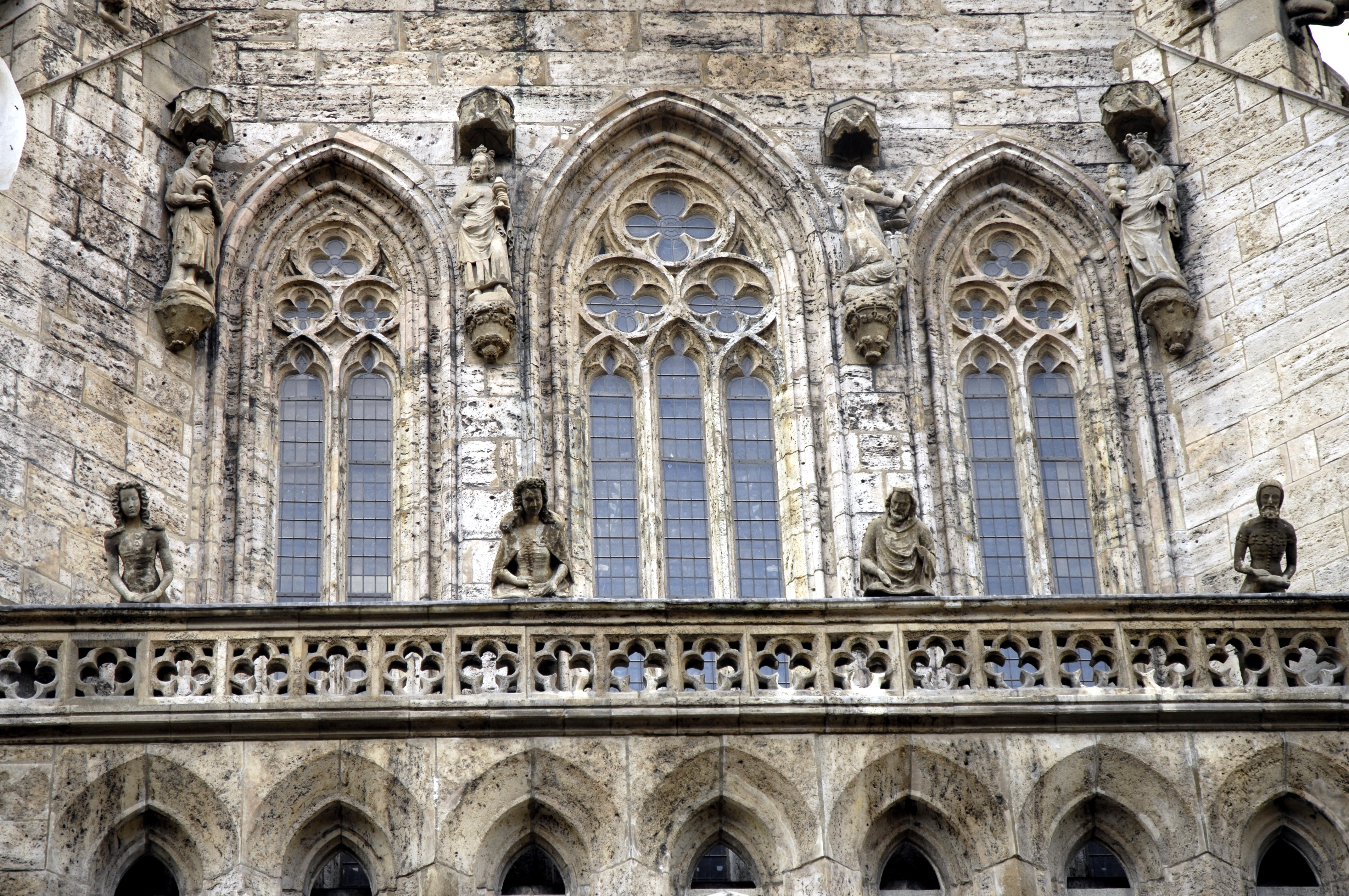
De beelden van Karel IV, zijn gemalin Elisabeth van Pommeren en een hofdame en hoveling11

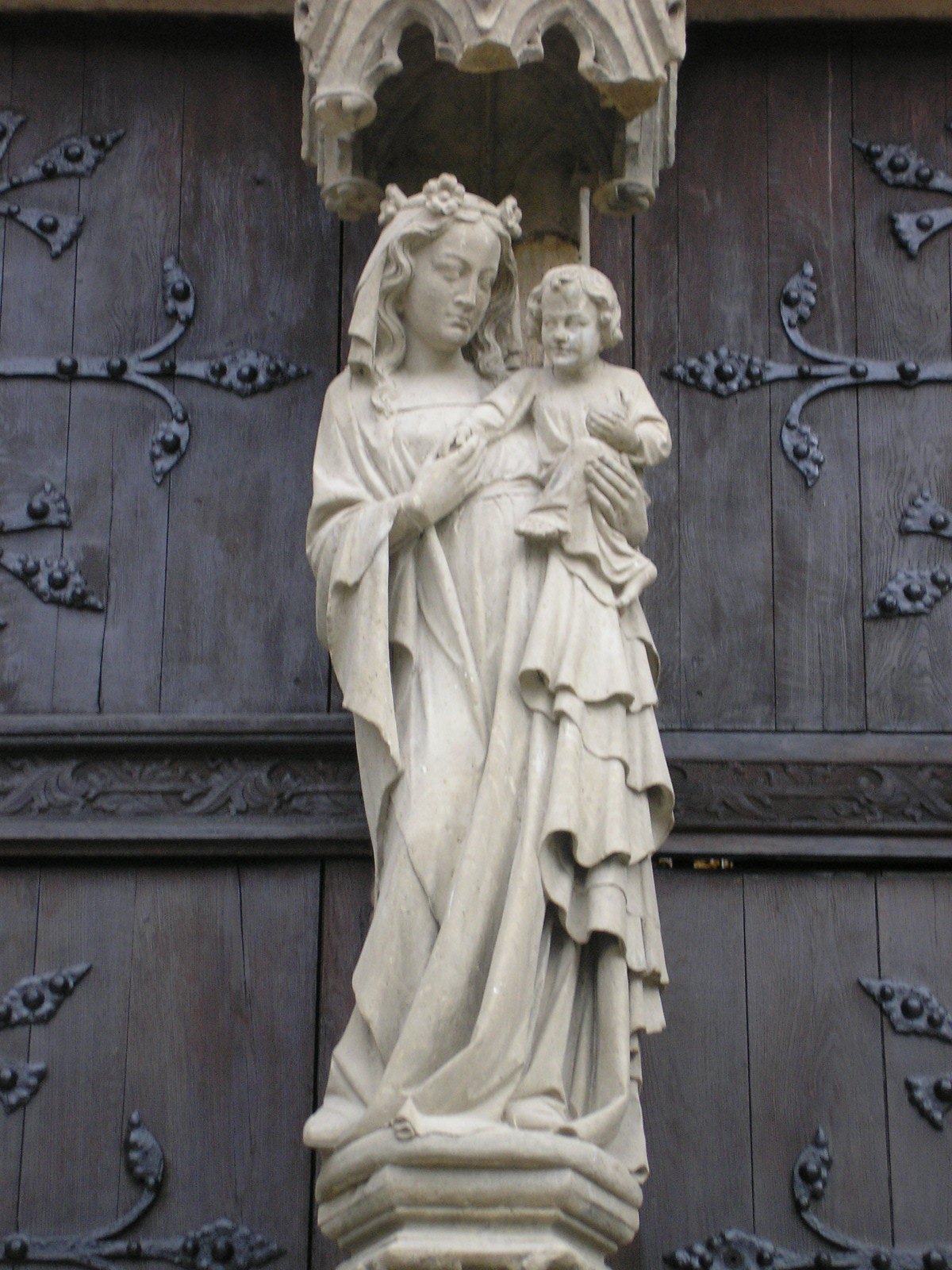
Mariabeeld boven de ingang

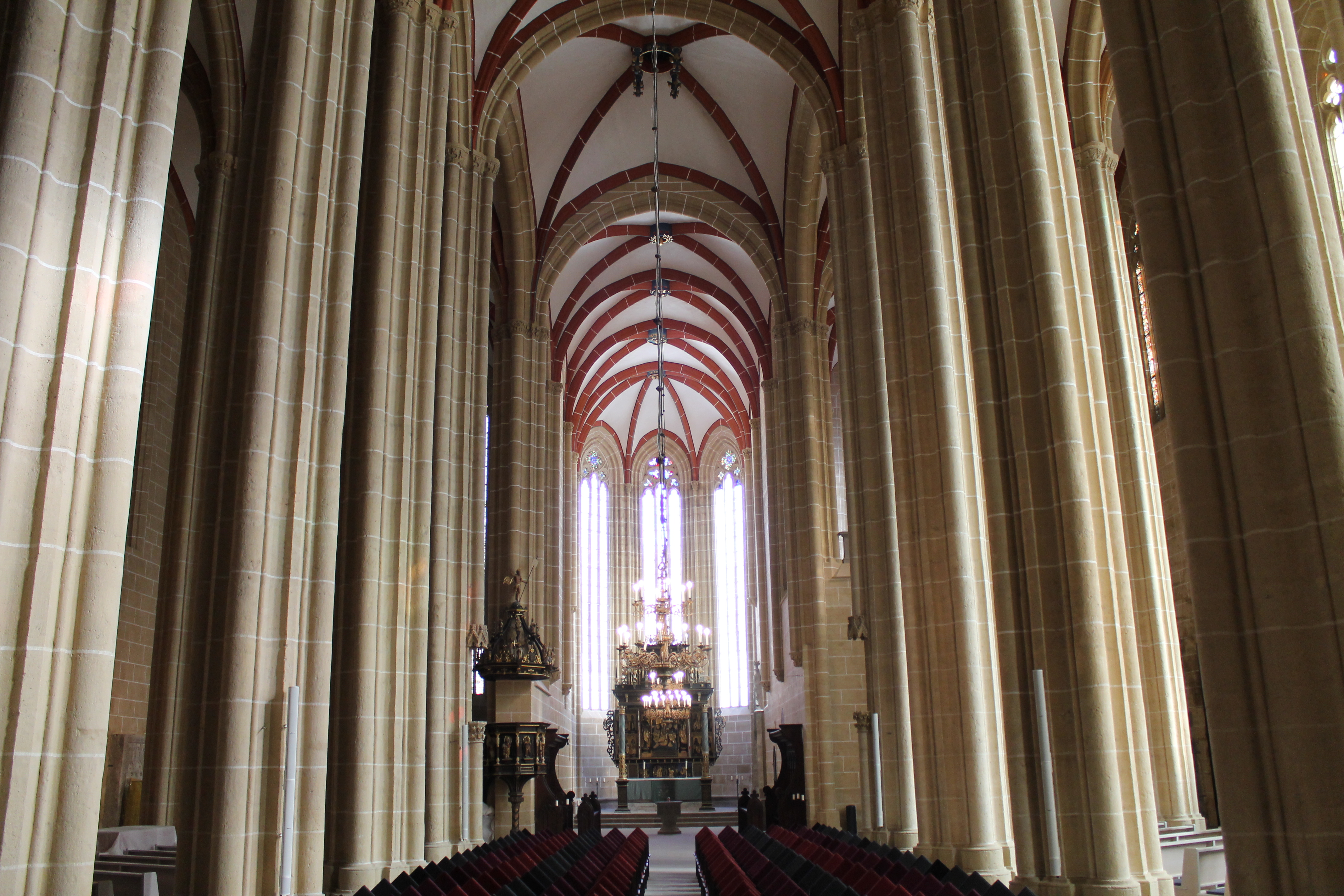
Interieur

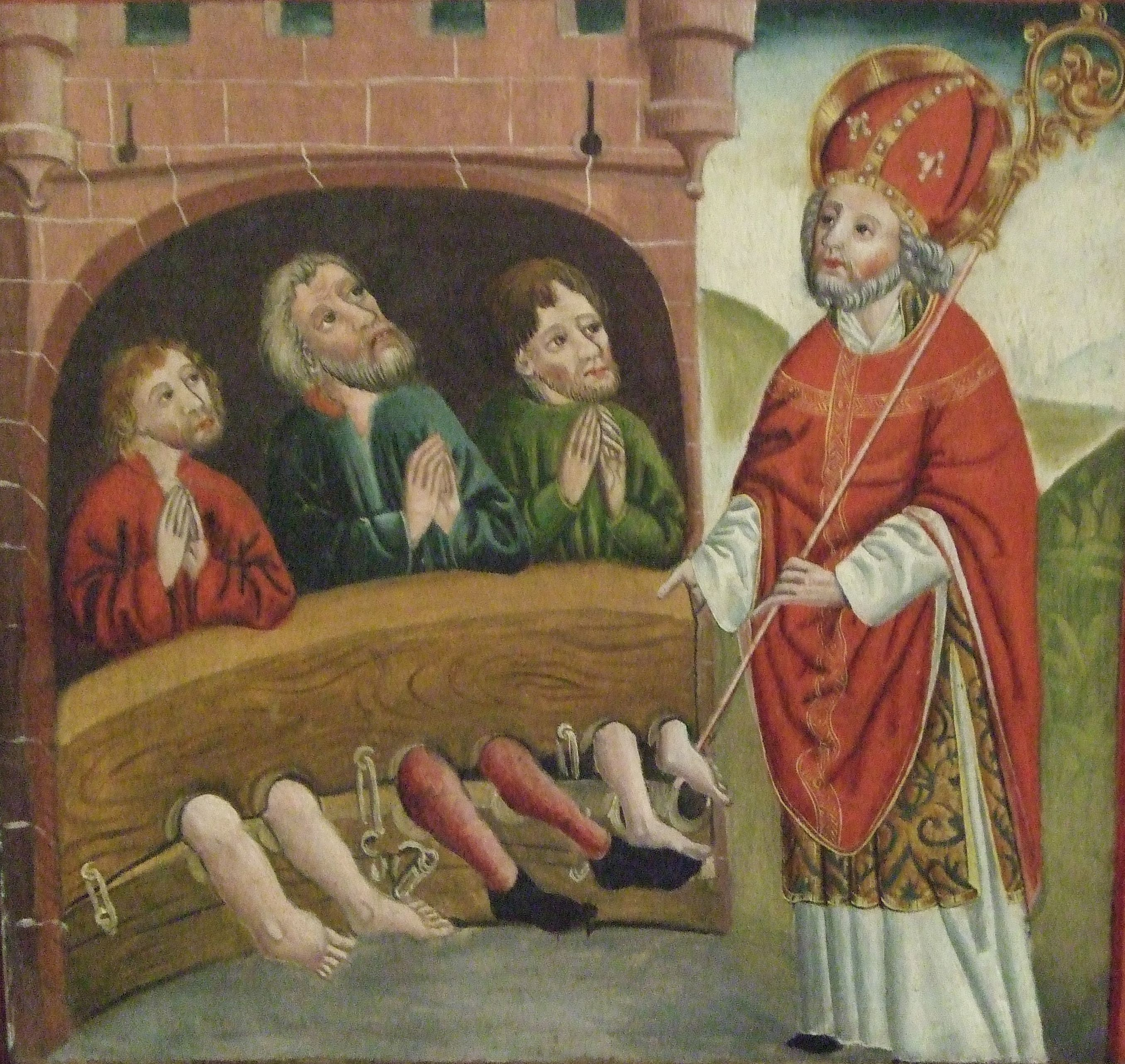
Paneel Nicolaasaltaar

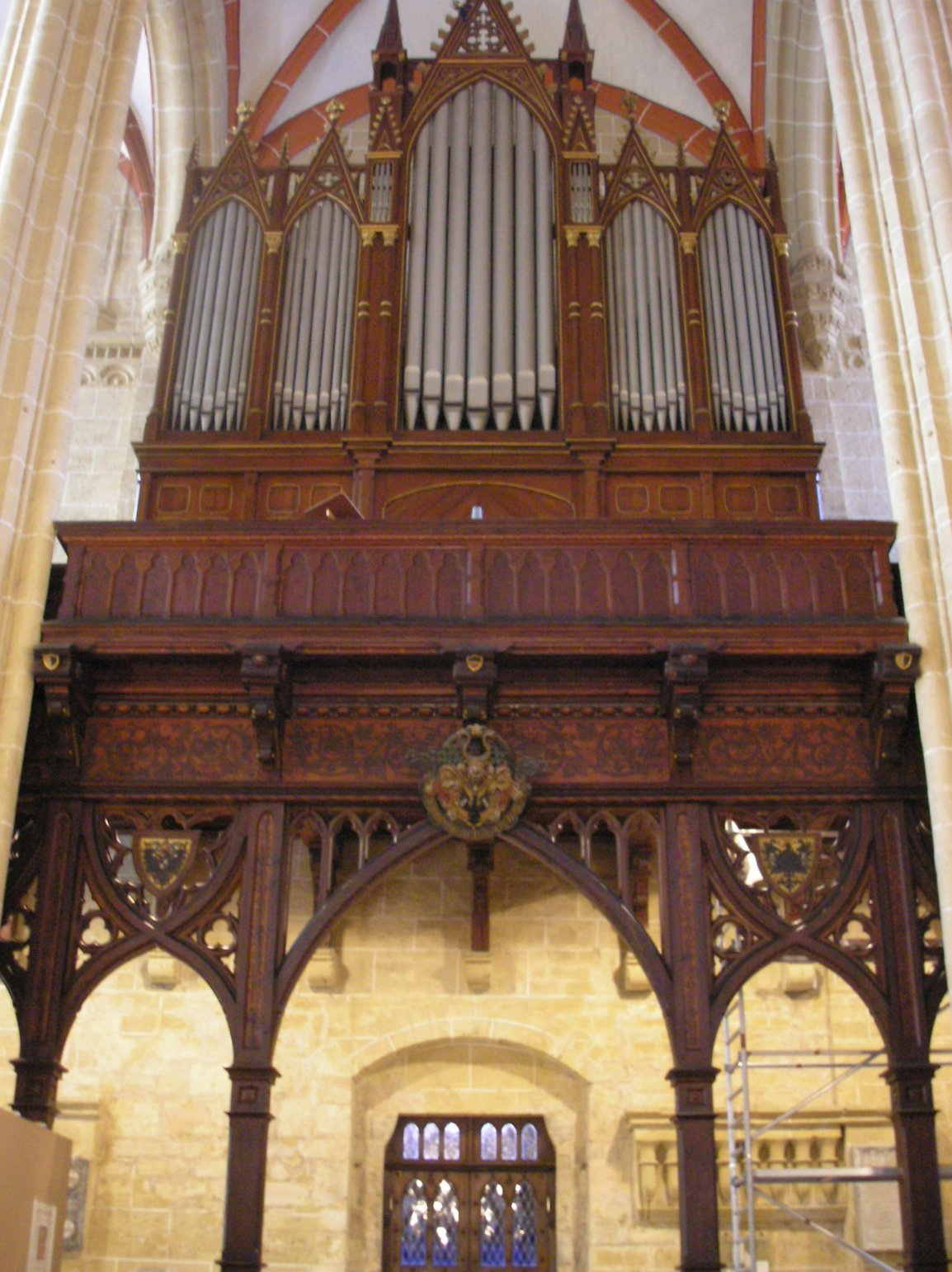
Orgel

De kerk betreft een vijfschepige hallenkerk, die van lokaal gedolven travertijn werd gebouwd. Het middenschip is twee keer zo breed als de zijschepen. Aan het westelijke einde van het schip zijn twee kleinere, circa 42 meter hoge zijtorens met daartussen een centrale toren van 86,7 hoog. De torens hebben een vierkante plattegrond en onderbouw, waarop een achthoekige bovenbouw werd geplaatst. Op de oostelijke zijde van de kerk zijn drie koren. Het middelkoor is het grootste en heeft de hoge en slanke werking die de gotiek typeert. Het noordelijke nevenkoor was een aan de heilige Nicolaas gewijde kapel en werd voor de doop gebruikt. Onder het zuidelijke nevenkoor bevindt zich de sacristie van de kerk.
Het interieur van de hallenkerk laat zich verdelen in vier rijen van steeds vijf slanke, hoge zuilen. Op de galerij was in de middeleeuwen een bibliotheek ondergebracht. Het transept van de kerk heeft dezelfde breedte als het middenschip en overtreft met de einden dus niet de totale breedte van de kerk.
Als meesterwerk van de gotiek geldt het zuidelijk portaal van het transept, hetwelk als hoofdingang van de kerk dient. Het heeft een rijke profilering en decoratie. De twee zijpijlers laten het portaal optisch naar voren springen en breder werken, alhoewel het in dezelfde lijn met de zijmuur van de kerk staat. Op het balkon in het midden van het portaal staan vier beelden, die op het plein voor de kerk neerkijken. Het betreffen de beelden van keizer Karel IV, zijn gemalin Elisabeth van Pommeren en een hofdame en hoveling. Vroeger waren de tegenwoordig kleurloze beelden voorzien van beschildering. Boven het balkon bevindt zich de voorstelling van Christus als Wereldrechter. Het portaal wordt versierd met talrijke beelden die in de Boerenoorlogen werden vernield maar in 1900 werden hersteld. Dat het zuidelijke portaal als hoofdingang dient was in de middeleeuwse kerkenbouw een nieuwigheid en als voorbeeld hiervoor diende de Sint-Vituskathedraal te Praag.

## Interieur

#### Altaren
Het hoogaltaar stamt uit de tijd van na 1525 en werd aan de Maagd Maria gewijd. De voorganger van het huidige hoogaltaar werd in 1525 slachtoffer van de beeldenstorm. Het hoogaltaar is het derde hoogaltaar van de kerk en toont laatgotische stijlvormen. Bij een verbouwing werd in 1608 het renaissance baldakijn toegevoegd. Voorgesteld wordt de Kroning van Maria, geflankeerd door Johannes de Doper en de evangelist Johannes. Op de zijpanelen staan in twee rijen heiligen opgesteld (op het linker: Jacobus de Meerdere, bisschop Valentijn,Bartolomeüs, Laurentius van Rome, Nicolaas van Myra en de heilige Sebastiaan; op het rechter: Paulus van Tarsus, de apostel Andreas, Bonifatius en de apostel Thomas).
Het Mariakroningsaltaar stamt uit de in 1570 gesloten bedevaartskerk Eichen (dat sinds 1582 een verlaten dorp is) en toont, net als het hoogaltaar, de Kroning van Maria. Op de zijvleugels staan de vier apostelen Judas Thaddeüs, Simon Petrus, Andreas en Bartolomeüs. Het altaar werd rond 1530 gemaakt.
Van het niet meer volledig bewaarde Nicolaas-altaar hangen aan de noordelijke muur twee panelen, waarop scènes uit het leven van Nicolaas staan uitgebeeld. Het altaar stamt uit 1485.

#### Inventaris
In de kerk hangt een processiekruis van lindenhout in het koor. Het is als de boom des levens in de vorm van een wijnstok gevormd en stamt uit de late 15e eeuw. Het tweede kruis in de kerk is het grote kruis aan de oostelijke muur van het zuidelijke transept. Dit is een klassieke kruisigingsvoorstelling uit 1520. Tijdens de Zevenjarige Oorlog werd het beschadigd door Franse troepen en pas in 1773 gerestaureerd.
Tot de belangrijkste beelden behoort een zittende Madonna uit 1430. De Madonna werd eveneens in 1761 vernield, maar in 1772 gerestaureerd al ontbreekt tot op de dag van vandaag het hoofd en een been van het Kind Jezus. De pijlerbeelden in het oostelijke transept zijn de heilige Driekoningen en Maria met het Jezuskind uit 1530.
Het doopvont van de kerk is neogotisch en werd in de 19e eeuw gemaakt. De kansel uit 1891 in de stijl van de neorenaissance bevat nog de oude beelden uit 1610. Het koorgestoelte stamt uit 1900.
In de kerk bevinden zich enkele historische grafstenen die tot 1890 op de vloer lagen. De oudste uit 1341 toont het echtpaar Swikker in ridderlijk ornaat. De grafsteen van 1382 van de bouwmeester van de Mariakerk, Heinrich von Sambach, bleef eveneens bewaard. Een grote grafsteen van 2,70 meter bij 1,80 meter van Heinrich von Homberg en zijn kinderen Katharina en Conrad wordt op 1405 gedateerd. Zeer versierd is het graf uit 1621 van burgemeester Gregorius Fleischhauer, die destijds een rol speelde bij de renovatie van de kerk
Van de 29 grote spitsboogvensters van de kerk bezitten er 14 gebrandschilderde ramen. Ze stammen voornamelijk uit de periode 1886-1903. In verband met de slechte toestand van de ramen werd in 1886 een stichting opgericht, die bij de burgers van de stad geld inzamelde. Op deze wijze konden tot 1903 tien nieuw gebrandschilderde ramen worden geplaatst. Men gaat ervan uit dat vroeger alle vensters gebrandschilderde ramen bevatten, die in de loop der eeuwen verloren gingen. Tegenwoordig zijn slechts de twee oostelijke vensters in het koor, het zogenaamde Maria- en Christusvenster, in de originele staat bewaard gebleven. Een derde raam werd in 1900 uit gotische resten van verschillende vensters samengesteld en bevindt zich eveneens in het oostelijk koor. De drie oudste vensters werden in 1975 beveiligd om ze tegen de toenemende dreiging van corrosie te beschermen.
In de middelste toren hangen vier klokken. De grootste uit 1481 is de 5,2 ton zware Gertrud met een doorsnee van twee meter. De tweede klok uit 1701 heeft een doorsnee van 1,7`meter en weegt 4,2 ton en de derde klok is een kleine klok van na 1945. De vierde Müntzerklok werd in 1989 gegoten.

## Orgel
Het eerste orgel van de Mariakerk werd door Justus Pape tussen 1561 en 1564 op de westelijke galerij van de kerk gebouwd. Het voor die tijd grote instrument bezat een rugpositief en werd mogelijk gemaakt door giften en de verkoop van kostbare paramenten uit de katholieke tijd. Dit orgel werd in 1720 door een brand na blikseminslag verwoest. Op de zuidelijke galerij bestond reeds een tweede orgel, dat oorspronkelijk afkomstig was uit de Jacobikerk maar in 1703 weer werd verwijderd.
In 1723 kreeg Johann Friedrich Wender de opdracht het vrijwel geheel vernielde orgel te herstellen. Toen Johann Sebastian Bach het orgel in 1735 kwam bezichtigen was het nog altijd niet voltooid. Na het overlijden van de orgelbouwer werd de bouw voortgezet door Zacharias Hildebrandt, een orgelbouwer uit Leipzig, die het orgel in 1738 voltooide. Het bezat 43 klinkende registers verdeeld over het rugpositief, hoofdwerk en bovenwerk. Met gebruik van oud materiaal werd het orgel in 1821 door Johann Friedrich Schulze gerenoveerd. Het resultaat was onbevredigend, maar men bleef het orgel in deze toestand voor de volgende vijftig jaar gebruiken.
Tijdens de omvangrijke restauratie in het einde van de 19e eeuw werd het orgel door nieuwbouw van Wilhelm Sauer vervangen. Dit romantische orgel wordt tot op de dag van vandaag gebruikt en bezit 61 registers en een zwelwerk.